# Unione Sportiva Lecce
La Unione Sportiva Lecce, también conocida como U. S. Lecce o Lecce, es un club de fútbol italiano de la ciudad de Lecce, en Apulia. Fue fundado el 15 de marzo de 1908, como Sporting Club Lecce, y refundado el 16 de septiembre de 1927, con la denominación actual. Milita en la Serie A, la primera división de fútbol del país.
El club ha obtenido dos títulos de Serie B (2009-10 y 2021-22), una Copa Italia Serie C (1975-76) y un campeonato internacional, la Coppa Italo-Inglese Semiprofessionisti de 1976, a nivel semiprofesional. Por la Serie A, hasta la temporada 2024-25, ha participado en 20 ocasiones, siendo la edición de 1985-86 su primera vez, mientras que su mejor ubicación fue en la de 1988-89, cuando finalizó en la 9° posición.
El Lecce disputa sus partidos como local en el Estadio Via del Mare, inaugurado en 1966, y remodelado en 1985 y 2019, con capacidad para 31.533 espectadores. Su máximo rival es el Bari, con quien juega el llamado "Derby de Puglia".

Fútbol femenino

Fútbol playa

Baloncesto

## Historia
Se fundó como Sporting Club Lecce el 15 de marzo de 1908, que inicialmente incluía fútbol, atletismo y ciclismo. El primer presidente del club fue Francesco Marangi. Los primeros colores usados por Lecce durante este tiempo fueron rayas blancas y negras, conocidas en Italia como bianconeri.
En sus años de formación, Lecce jugó principalmente en ligas y competiciones regionales. Durante la temporada 1923–24, el club se disolvió antes de regresar el 16 de septiembre de 1927 como Unione Sportiva Lecce. El club todavía llevaba rayas blancas y negras (similar al kit de la Juventus) en este momento, y el primer presidente bajo el nombre de Unione Sportiva Lecce fue Luigi López y Rojo.

### Liga: primeros años 1930, 40 y 50
Lecce jugó contra Taranto Sport en un partido clave para ascender a la Serie B de la liga local del sur de Italia; Lecce fue victorioso ganando 3 por 2 después del tiempo extra. ascendió a la Serie B para la temporada 1929–30. El primer partido de la liga fue contra Novara el 6 de octubre de 1929, fue victoria por 2-1. Lecce finalmente terminaría 13.º. Sin embargo, por segunda vez en la historia del club, cesó su actividad al final de la temporada 1931–32.
Cuatro años después, Lecce regresó y compitió en la Serie C, terminando 11.º en su temporada de regreso. Alrededor de este tiempo, el club estaba en crisis: la siguiente temporada se retiraron de la Serie C después de cuatro días, y luego, durante la temporada 1938-39, terminaron en el tercer lugar, pero pasaron al puesto 12 después de que se reveló que el club había violado Las regulaciones federales de la liga.
El club terminó en primer lugar durante la temporada 1943–44, el fútbol en Italia fue suspendido debido a la Segunda Guerra Mundial. Sin embargo, cuando se reanudó el fútbol en Italia, Lecce terminó como campeón de la Serie C, ganando el ascenso a la Serie B. Tuvo dos temporadas decentes (terminando cuarto y tercero), con el jugador estrella Silvestri marcando 20 goles en una temporada, antes de que el club fuera relegado.
Lecce permaneció en la Serie C durante seis temporadas, aunque este no fue un momento particularmente exitoso para el club. El delantero Anselmo Bislenghi anotó 83 goles para el club durante ese período, convirtiéndose en ídolo. El club descendió a la Serie D, donde pasaron tres años.

### Diecisiete temporadas en la Serie C: 1960, 70 y 80
De 1959 a 1975, Lecce jugó 17 temporadas en la Serie C. Estuvieron extremadamente cerca de la promoción varias veces durante ese período, terminando en segundo lugar tres temporadas seguidas (1971–72, 1972–73, 1973–74) antes de obtener la promoción en la temporada 1975–76.
El mismo año de la promoción, Lecce obtuvo éxito en la Copa, ganando la Copa de Italia Serie C. En 1976, Lecce participó en la Copa anglo-italiana, logrando una victoria por 4-0 contra Scarborough FC.
En 1980, ocurrió un escándalo que sacudió el fútbol italiano, incluido Lecce bajo el presidente Franco Jurlano. Sin embargo, Jurlano pudo demostrar su inocencia y el escándalo solo condujo a la descalificación del jugador Claudio Merlo. Más tarde, el club fue golpeado por una tragedia en 1983: los jugadores Michele Lo Russo y Ciro Pezzella murieron en un accidente automovilístico. Hasta el día de hoy, Lo Russo sigue siendo el poseedor del récord del club por la mayor cantidad de apariciones, con 415.

### Promoción a la Serie A: mediados de los 80 y 90
Bajo la dirección de Eugenio Fascetti, Lecce alcanzaría el ascenso a la Serie A por primera vez en 1985. Terminaron en el fondo y fueron relegados después de solo una temporada, pero derrotaron a Roma 3-2 en el penúltimo juego para asestar un golpe fatal a Roma. Perdiendo los play-off de promoción 2-1 ante Cesena la siguiente temporada, regresarían a la Serie A en 1988.
Bajo el mando de Carlo Mazzone, Lecce terminó en noveno lugar en 1989. En el equipo de las estrellas incluyeron al delantero Pedro Pasculli y los mediocampistas Antonio Conte y Paolo Benedetti. Duró tres temporadas antes del descenso y regresaron dos años después. La temporada 1993–94 el Lecce término en el último lugar con 11 puntos lamentables, el más bajo de todos los equipos de la Serie A, y un segundo descenso llegó el año siguiente.
Gian Piero Ventura disputó con Lecce dos promociones sucesivas de la Serie C a la Serie A antes de partir hacia Cagliari. Una vez más, resultó ser una lucha en la Serie A a pesar de los mejores esfuerzos del delantero Francesco Palmieri y una importante victoria como visitante contra el Milán el 19 de octubre de 1997.
En el verano de 1998, Pantaleo Corvino fue nombrado nuevo Director deportivo, obteniendo el cargo de ir a explorar nuevos talentos en los años venideros. El equipo fue lo suficientemente bueno como para regresar a la Serie A en 1999 y comenzar otra temporada de tres años en la máxima categoría, con otro regreso a la Serie A en 2003.

### Tres años en la Serie A (2003–2006)

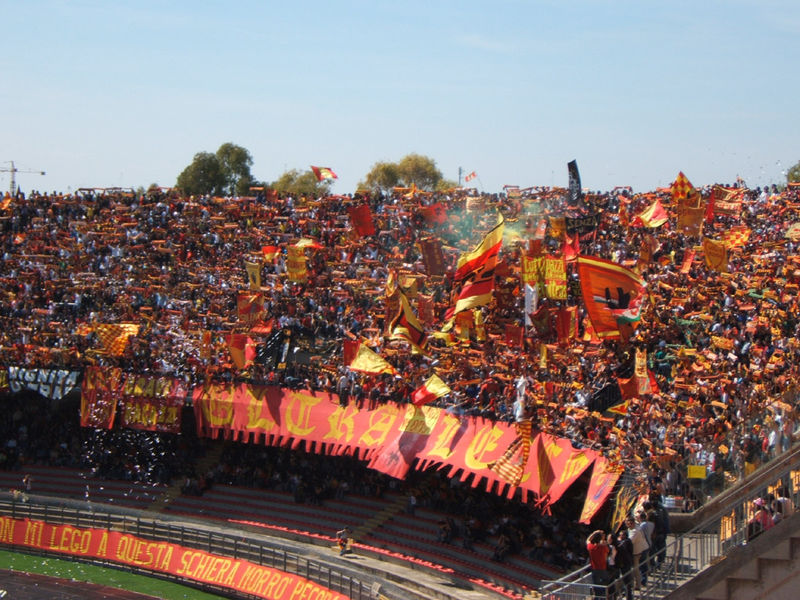
Lecce-Lazio 5–3, Stadio Via del Mare, 1 de mayo de 2005

En 2004, bajo el mando de Delio Rossi, quien había estado dirigiendo el club desde 2002, Lecce logró un resultado impresionante, alcanzando el décimo lugar a pesar de una pobre primera mitad de la temporada. Las actuaciones importantes incluyen dos victorias seguidas, primero contra los gigantes italianos Juventus 3–4 en Turín (la primera victoria en el Estadio de los Alpes para Lecce) y luego contra Inter de Milán 2–1 en el Estadio Via del Mare.
En la temporada 2004–05, el entrenador Zdeněk Zeman supervisó un equipo altamente atacante que anotó muchos goles. Lecce terminó el año nuevamente de décimo, destacando talentos como Valeri Bojinov y Mirko Vučinić. El equipo tuvo el segundo mejor ataque con 66 goles (la Juventus quedó primero con 67) y la peor defensa, con 73 goles recibidos. Este es un récord, ya que por primera vez el equipo con la peor defensa logró sobrevivir en la historia de la Serie A.
La temporada 2005-06 fue una lucha continua para Lecce. El club cambió su entrenador dos veces (Silvio Baldini por Angelo Adamo Gregucci y en enero de 2006 el entrenador del equipo juvenil Roberto Rizzo, apoyado por el entrenador de porteros Franco Paleari, por Baldini). Los numerosos movimientos gerenciales no pudieron cambiar la fortuna de Lecce, ya que quedaron relegados con algunos juegos de sobra y terminaron la temporada en el puesto 19. En junio de 2006, Giovanni Semeraro regresó al timón del club después de nueve meses. El club volvió a nombrar a Zdeněk Zeman como gerente, solo un año después de que dejó el club.
Lecce no pudo evitar el descenso de la Serie A, a pesar de cierta esperanza inicial debido al escándalo de la Serie A por arreglo de partidos.

### Dos años en la Serie B y promoción
El club tuvo un comienzo regular en la temporada 2006-07 en la Serie B, ganando tres partidos en casa (incluida una victoria contra los primeros líderes de la liga, Génova), aunque sufrieron una derrota como visitante. Después de una gran caída en la tabla, registrando 10 derrotas en 18 partidos, Zeman fue despedido como gerente y reemplazado por Giuseppe Papadopulo. El 10 de marzo de 2007, Lecce consiguió una victoria histórica sobre Frosinone, ganándole por 5-0 en el Stadio Via del Mare. Después de haber ganado 36 puntos en la segunda mitad de la temporada, Lecce terminó la temporada en el medio de la tabla, en el noveno lugar. En 2007, Lecce ganó más puntos que cualquier otro equipo en la Serie B.
En la temporada 2007-08 comenzó la lucha de Lecce por un lugar en la Serie A para la próxima temporada. A pesar de ganar 83 puntos (12 más que el sexto lugar de Pisa) y contar con la mejor defensa en el torneo, los giallorossi se vieron obligados a enfrentarse a los play-offs para ascender en la máxima categoría. En la semifinal, vencieron a Pisa en ambos encuentros (1–0 de visitante y 2–1 en casa) para asegurar un lugar en la final contra AlbinoLeffe. Luego ganaron el partido de ida por 1-0, antes de asegurar un empate 1–1 en el partido de vuelta en el Stadio Via del Mare para ganar el ascenso.

### Entre la Serie A y la Serie B

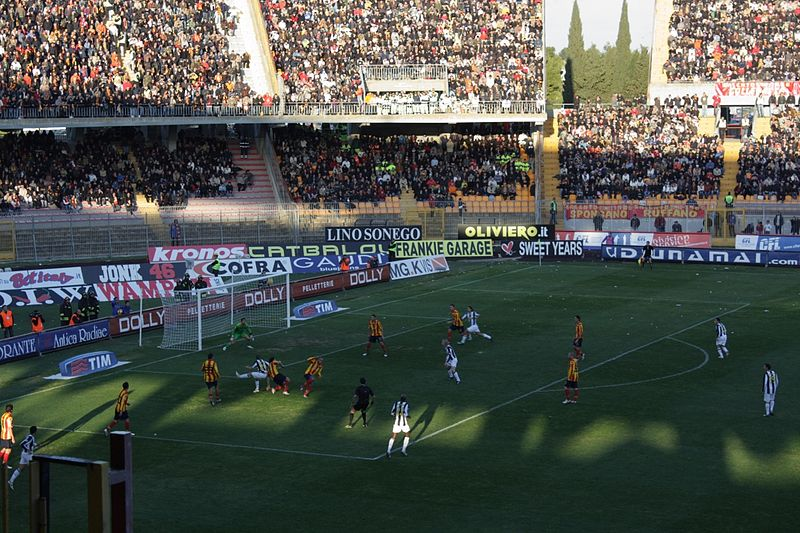
Partido entre Lecce y Juventus de Turín en el Estadio Via del Mare, 7 de diciembre de 2008.

Después de los rumores persistentes, Papadopulo dejó el cargo debido a una diferencia de opinión con el gerente general del club y fue reemplazado por Mario Beretta, que tuvo un comienzo bastante satisfactorio en la temporada 2008-09 de la Serie A. Permaneció a cargo durante veintisiete juegos, pero, debido a cuatro derrotas en los últimos cinco partidos, con el equipo un punto por debajo de la zona de supervivencia, fue despedido y Luigi De Canio fue nombrado nuevo gerente. Siete puntos ganados en diez partidos no fueron suficientes para asegurarle a Lecce un lugar en la próxima temporada de la Serie A. El descenso fue oficial con un partido libre, después de un empate 1-1 en casa contra la Fiorentina.

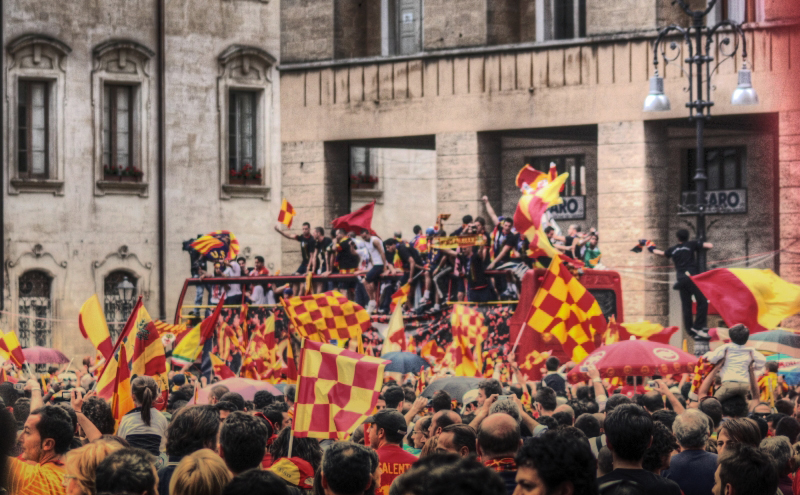
Hinchas celebrando el octavo ascenso del club a la Serie A en mayo de 2010.

Lecce tuvo un comienzo regular en la temporada 2009-10 en la Serie B, pero consiguió el primer lugar en noviembre de 2009 y lo mantuvo durante el resto de la temporada. En mayo, el equipo estaba al borde de la promoción, pero las oportunidades desperdiciadas en sus últimos dos partidos significaron que tuvieron que esperar hasta el último partido para celebrar su octavo ascenso a la máxima categoría en los últimos 25 años. Un empate en casa sin goles con Sassuolo resultó suficiente para hacerse con el título de la Serie B con 75 puntos y ganar la Coppa Ali della Vittoria.
Lecce terminó una temporada satisfactoria en la Serie A 2010-11 evitando el descenso con un partido de sobra después de vencer al archirrival y ya relegado Bari por 2-0 el 15 de mayo de 2011. En los últimos partidos, el equipo logró ganar una dura batalla contra otros desvalidos y algunos equipos gloriosos como Sampdoria que terminó la temporada en la desesperación. El mánager Luigi De Canio dejó el equipo en junio.

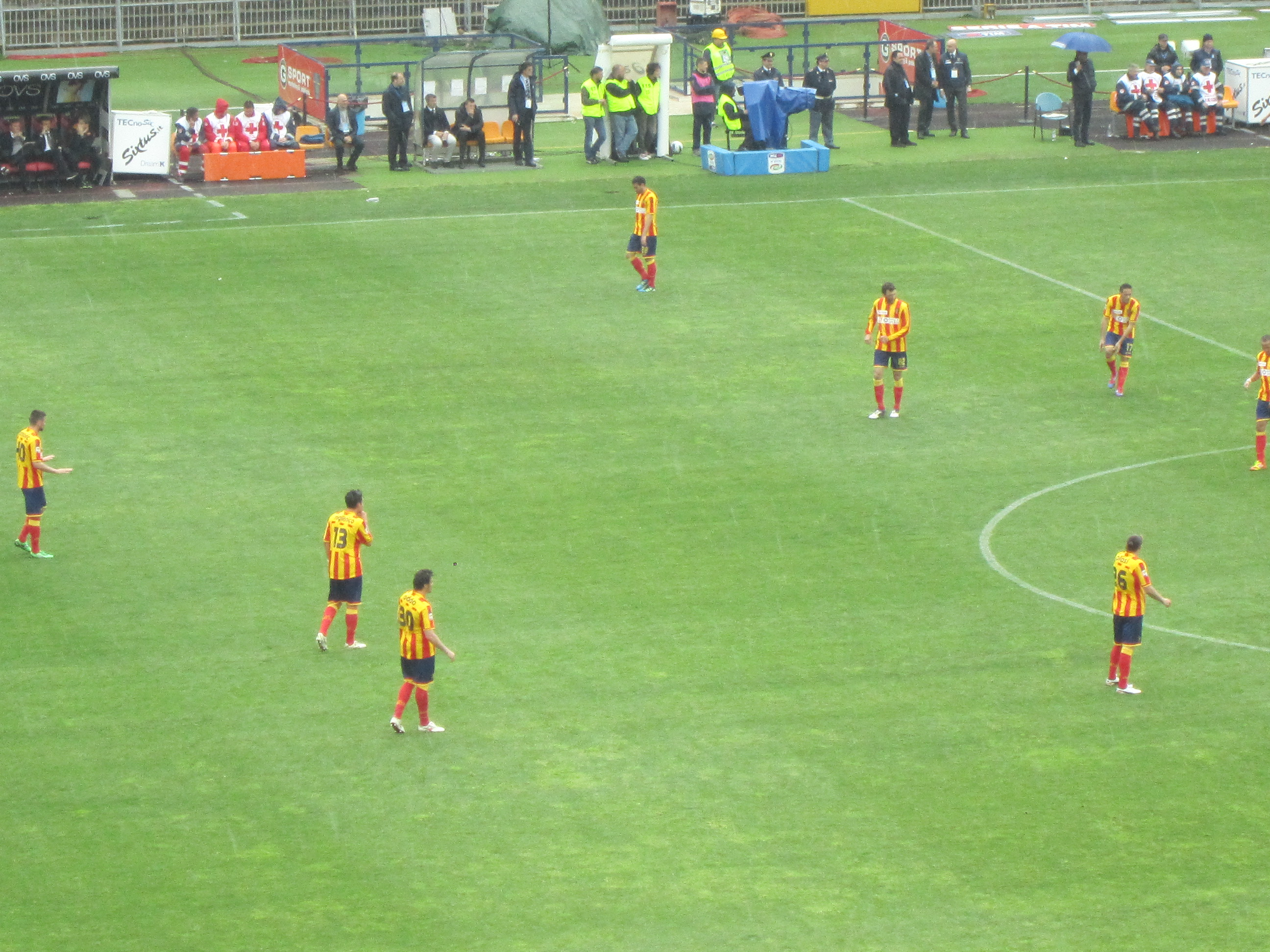
El Lecce enfrantándose a AS Roma el 7 de abril de 2012. El partido terminó con marcador favorable a los salentinos por cuatro tantos contra dos.

En la temporada 2011-12 de la Serie A, Lecce fue relegado a la Serie B. El comienzo de la temporada fue malo y el nuevo entrenador Eusebio Di Francesco fue despedido en diciembre, luego de 9 derrotas en 13 partidos. Serse Cosmi fue nombrado nuevo gerente. Lecce se negó a desmoronarse luego de la llegada de Cosmi infundió cualidades de lucha en los equipos que juegan descenso, lograron ganar una cantidad considerable de puntos en los siguientes meses, pero finalmente no pudieron evitar el descenso, debido a cuatro derrotas en los últimos cinco partidos. Lecce logró luchar hasta el último partido.

### Tercera División
El 10 de agosto de 2012, Lecce fue relegado provisionalmente a la Lega Pro por la Comisión Disciplinaria creada para las investigaciones del escándalo Scommessopoli debido a su participación. Además, el expresidente de Lecce, Semeraro, fue suspendido de todas las actividades de fútbol durante cinco años. El 22 de agosto de 2012, el descenso de Lecce fue confirmado por el Tribunal Federal de Justicia.
En la primera temporada de regreso al tercer nivel, Lecce terminó en segundo lugar detrás de los forasteros Trapani y fue sorprendentemente derrotado en la final de los playoffs de promoción por el club Carpi. La siguiente temporada terminó de manera similar, con Lecce sin poder ganar la liga una vez más y luego perdiendo las finales de los playoffs, esta vez ante Frosinone, a pesar de una serie de fichajes de alto nivel como la ex estrella de Palermo y el conocido seguidor de Lecce, Fabrizio Miccoli.
En la temporada 2014–15, Lecce terminó la temporada en sexto lugar y no ingresó a los playoffs.
El club terminó la temporada 2015-16 en tercer lugar, dos puntos por detrás del equipo en segundo lugar, y se clasificó para la ronda de playoffs. Después de derrotar a Bassano 3-0 en casa, en las semifinales Lecce perdió ante Foggia tanto en el partido en casa como en el partido de visitante. En la siguiente temporada, Lecce terminó en segundo lugar. La eliminación se produjo en los cuartos de final de play-off contra Alessandria en los penaltis después de dos empates en dos partidos.

### Regreso a la Serie A
Lecce finalmente vio la luz en la temporada 2017-18, cuando los giallorossi lograron el ascenso a la Serie B asegurando un resultado entre los dos primeros con la victoria por 1-0 contra Paganese en un juego regular. La siguiente temporada Lecce logra la segunda promoción consecutiva, ganando un lugar en la Serie A después de siete años, gracias a él segundo lugar en la Serie B. En la temporada 2019-20 el Lecce descendió a la Serie B tras una pelea con el Genoa que se prolongó hasta la última jornada de la liga. Después de perderse el ascenso en 2020-2021 al haber perdido la semifinal de los play-offs contra el Venezia, el equipo salentino regresa a la Serie A al ganar el campeonato de la Serie B 2021-2022.

## Uniforme
- Uniforme titular: Camiseta con franjas verticales rojas y amarillas, pantalón azul y medias rojas.
- Uniforme alternativo: Camiseta blanca, pantalón blanco y medias blancas.
- Tercer uniforme: Camiseta azul, pantalón azul y medias azules.

### Evolución
| 2017-18 | 2018-19 | 2019-20 | 2020-21 | 2021-22 | 2022-23 | 2023-24 | 2024-25 |

## Estadio

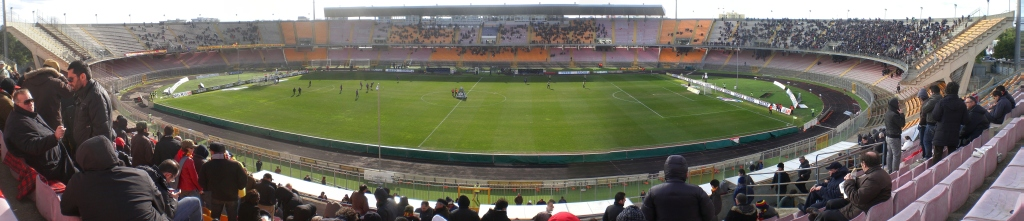

El antiguo fue fundado el 2 de octubre de 1966, con capacidad para 31.533 personas. Dimensiones 105x70 metros.

## Himno
"Giallorossi per sempre" - Gioy Rielli
"Giallurussu" - Sud Sound System

## Estadísticas del club
| Futbolista           | Partidos |
| -------------------- | -------- |
| Michele Lorusso      | 418      |
| Guillermo Giacomazzi | 312      |
| Carmelo Miceli       | 291      |
| Ruggiero Cannito     | 249      |
| Giuseppe Materazzi   | 228      |
| Salvatore Di Somma   | 222      |
| Pedro Pasculli       | 214      |
| Angelo Maccagni      | 205      |
| Luigi Piangerelli    | 205      |
| Angelo Cesana        | 184      |

| Futbolista           | Goles |
| -------------------- | ----- |
| Anselmo Bislenghi    | 87    |
| Franco Cardinali     | 67    |
| Pietro De Santis     | 57    |
| Pedro Pasculli       | 53    |
| Ernesto Chevantón    | 53    |
| Aurelio De Marco     | 50    |
| Gaetano Montenegro   | 49    |
| Luigi Silvestri      | 44    |
| Guillermo Giacomazzi | 43    |
| Ennio Fiaschi        | 41    |

| Futbolista              | Partidos |
| ----------------------- | -------- |
| Guillermo Giacomazzi    | 196      |
| Luigi Piangerelli       | 127      |
| Lorenzo Stovini         | 125      |
| Pedro Pablo Pasculli    | 119      |
| Alessandro Conticchio   | 115      |
| Axel Cédric Konan       | 108      |
| Antonio Chimenti        | 98       |
| Cristian Daniel Ledesma | 97       |
| Max Tonetto             | 95       |
| Marco Cassetti          | 95       |

| Futbolista           | Goles |
| -------------------- | ----- |
| Javier Chevantón     | 32    |
| Pedro Pasculli       | 29    |
| Mirko Vucinic        | 29    |
| Cristiano Lucarelli  | 27    |
| Guillermo Giacomazzi | 23    |
| Axel Cédric Konan    | 20    |
| David Di Michele     | 19    |
| Davor Vugrinec       | 19    |
| Valeri Bojinov       | 15    |
| Juan Barbas          | 11    |
| Simone Tiribocchi    | 11    |

Jugadores convocados para la selección de fútbol de Italia
- Marco Cassetti (3 convocatorias, 2 participaciones) – 2005
- Vincenzo Sicignano (1 cconvocatoria) – 2005
- Andrea Esposito (1 convocatoria) – 2009

Jugadores convocados para la Selección de fútbol sub-21 de Italia
- Giulio Donati (8 participaciones)
- Cesare Bovo (7 participaciones, 1 gol) (ganador de Eurocopa Sub-21)
- Andrea Bertolacci (7 participaciones, 1 goal)
- Luigi Garzya (7 participaciones)
- Pierluigi Orlandini (6 participaciones)
- Marco Amelia (5 participaciones)
- Giampiero Maini (5 participaciones)
- Marco Baroni (5 participaciones)
- Jonathan Bachini (3 participaciones)
- Guido Marilungo (3 participaciones, 1 gol)
- Jonathan Bachini (3 participaciones)
- Alberto Di Chiara (2 participaciones)
- Graziano Pellè (2 participaciones)
- Andrea Rispoli (2 participaciones)
- Alessio Scarchilli (2 participaciones)
- Antonio Conte (1 participación)
- Francesco Moriero (1 participación)
- Massimo Margiotta (1 participación)
- Giacomo Cipriani (1 participación)
- Matteo Ferrari (1 participación)
- Erminio Rullo (1 participación)

Jugadores convocados para la Selección de fútbol sub-23 de Italia
- Simone Altobelli (3 participaciones)

Jugadores convocados para la Selección militar de fútbol de Italia
- Pietro De Santis (3 participaciones)

Otras selecciones
Lista de jugadores extranjeros que han jugado por lo menos un partido con la selección de sus países mientras eran jugadores del Lecce
- Ledian Memushaj[2]
- Djamel Mesbah[3]
- Pedro Pasculli[4]
- Mazinho[5]
- Valeri Bojinov[6]
- Jaime Valdés[7]
- Juan Cuadrado[8]
- Luis Muriel[9]
- Davor Vugrinec[10]
- Saša Bjelanović[11]
- Alexei Eremenko[12][13]
- Kwame Ayew[14]
- Mark Edusei[15][16]
- Dejan Govedarica[17]
- Souleymane Diamoutene[18]
- Mirko Vučinić[19]
- Vitorino Antunes[20]
- Gheorghe Popescu[21]
- Romario Benzar[22]
- Nenad Tomović[23]
- Rodney Strasser (C)[24]
- Martin Petráš[25]
- Sebastjan Cimirotič[26]
- Žan Majer[27]
- David Sesa[28]
- Karim Saidi[29]
- István Vincze[30]
- Sergei Aleinikov[31]
- Javier Chevantón[32]
- Guillermo Giacomazzi[33]
- Gabriel Cichero[34][35]

### Jugadores de la Copa del Mundo
Estos son los jugadores que han sido convocados con la selección de sus países para jugar la Copa del Mundo mientras jugaban con el Lecce.
- Pedro Pasculli (1986) (ganador de la Copa del mundo)
- Dejan Govedarica (1998)
- Sebastjan Cimirotič (2002)
- Davor Vugrinec (2002)
- Karim Saidi (2006) (en préstamo)
- Djamel Mesbah (2010)

### Jugadores de la Eurocopa
Estos son los jugadores que han sido convocados con la selección de sus países para jugar la Eurocopa mientras jugaban con el Lecce.
- Sergei Aleinikov (1992)
- Valeri Bojinov (2004)

## Palmarés

### Torneos nacionales oficiales
| Competición nacional                        | Títulos                                                                     | Subcampeonatos             |
| ------------------------------------------- | --------------------------------------------------------------------------- | -------------------------- |
| Serie B (2/3)                               | 2009-10, 2021-22.                                                           | 1984-85, 1987-88, 2018-19. |
| Serie C/C1 (4/0)                            | 1945–46 (Grupo E), 1975–76 (Grupo C), 1995–96 (Grupo B), 2017–18 (Grupo C). |                            |
| Copa Italia Serie C (1/0)                   | 1975-76                                                                     |                            |
| Copa Italo-Inglesa Semiprofessionisti (1/0) | 1976–77                                                                     |                            |

Nota: en negrita competiciones vigentes en la actualidad.

### Torneos juveniles
- Torneo Primavera (Calcio)
  - Campeones – 2002–2003, 2003–2004, 2022-2023
- Copa Italia Primavera
  - Campeones– 2001–2002, 2004–2005
- Supercoppa Primavera
  - Campeones – 2004, 2005

### Participaciones en campeonatos nacionales
| Nivel | Categoría        | Participaciones | Debut     | Última temporada | Total |
| ----- | ---------------- | --------------- | --------- | ---------------- | ----- |
| 1º    | Serie A          | 17              | 1985-1986 | 2022-2023        | 17    |
| 2º    | Serie B          | 29              | 1929-1930 | 2021-2022        | 29    |
| 3º    | Segunda división | 1               | 1927-1928 | 1927-1928        | 41    |
| 3º    | Primera división | 1               | 1928-1929 | 1928-1929        | 41    |
| 3º    | Serie C          | 33              | 1936-1937 | 2017-2018        | 41    |
| 3º    | Serie C1         | 3               | 1995-1996 | 2013-2014        | 41    |
| 3º    | Lega Pro         | 3               | 2014-15   | 2016-2017        | 41    |
| 4º    | IV Serie         | 3               | 1955-56   | 1957-1958        | 3     |